# Erik Kynard
Erik Kynard, Jr. (Toledo, 3 de fevereiro de 1991) é um atleta norte-americano, especialista no salto em altura.. Em sua estreia nos Jogos Olímpicos de Verão de 2012, em Londres, com apenas 21 anos de idade, ele ganhou a medalha de prata na prova. Nove anos depois, em 2021, recebeu a medalha de ouro, retirada do então vencedor em Londres 2012, o russo  Ivan Ukhov, desclassificado por questões de doping.
Kynard nasceu em 1991,filho de Erik Kynard e Brandynn Adams.Ele se formou no ensino médio de Rogers em Toledo, Ohio em 2009, e graduado na Universidade Estadual do Kansas , e tem como treinador  Cliff Rovelto.
Na seleção olímpica dos Estados Unidos de 2012, Kynard completou a equipe olímpica , colocando-se em segundo atrás de Jamie Nieto com uma altura de 2,28 m. Nos Jogos Olímpicos , Kynard ganhou a prata atrás do russo Ivan Ukhov com uma altura de 2,33 m, a primeira grande medalha internacional da sua carreira. Ukhov ganhou a competição com uma altura de 2,38 m. Durante toda a competição de salto em altura , Kynard foi notado pelos seus meias tubo temática americana .
No início da temporada ao ar livre de 2013, ele limpou uma marca líder mundial de 2,34 m nos Mt SAC Relays .Ele ganhou o título de salto em altura no Campeonato Nacional dos Estados Unidos em 2014 e 2015: no último, ele bateu recorde pessoal, com a marca de 2.37m.